# Élections municipales de 2026 dans l'Aveyron
Pour un article plus général, voir Élections municipales françaises de 2026.
Les élections municipales dans l'Aveyron sont prévues en mars 2026. Cette page ne traite que les communes de 3 000 habitants et plus dans l'Aveyron.

## Résultats à l'échelle du département

### Maires sortants et maires élus
| Commune                  | Population (en 2022) | Maire sortant(e)        | Parti | Parti | Maire élu(e) | Parti | Parti |
| ------------------------ | -------------------- | ----------------------- | ----- | ----- | ------------ | ----- | ----- |
| Aubin                    | 3 465                | Christine Teulier       |       | DVG   |              |       |       |
| Baraqueville             | 3 168                | Jacques Barbezange      |       | UDI   |              |       |       |
| Bozouls                  | 3 006                | Jean-Luc Calmelly       |       | DVD   |              |       |       |
| Capdenac-Gare            | 4 394                | Stéphane Bérard         |       | PS    |              |       |       |
| Decazeville              | 5 025                | François Marty          |       | DVC   |              |       |       |
| Druelle Balsac           | 3 179                | Patrick Gayrard         |       | SE    |              |       |       |
| Espalion                 | 4 607                | Éric Picard             |       | DVD   |              |       |       |
| Luc-la-Primaube          | 6 054                | Jean-Philippe Sadoul    |       | UDI   |              |       |       |
| Millau                   | 21 859               | Emmanuelle Gazel        |       | PS    |              |       |       |
| Olemps                   | 3 531                | Sylvie Lopez            |       | DVG   |              |       |       |
| Onet-le-Château          | 12 062               | Jean-Philippe Keroslian |       | UDI   |              |       |       |
| Rodez                    | 24 136               | Christian Teyssèdre     |       | RE    |              |       |       |
| Saint-Affrique           | 7 924                | Sébastien David         |       | LR    |              |       |       |
| Sébazac-Concourès        | 3 266                | Florence Cayla          |       | DVG   |              |       |       |
| Sévérac d'Aveyron        | 4 044                | Edmond Gros             |       | DVG   |              |       |       |
| Villefranche-de-Rouergue | 11 502               | Jean-Sébastien Orcibal  |       | PRV   |              |       |       |

### Résultats en nombre de maires
| Partis       | Partis                               | Maires sortants | Maires élus | Évolution |
| ------------ | ------------------------------------ | --------------- | ----------- | --------- |
|              | Union des démocrates et indépendants | 3               |             |           |
|              | Divers centre                        | 1               |             |           |
|              | Parti radical                        | 1               |             |           |
|              | Renaissance                          | 1               |             |           |
| Total centre | Total centre                         | 6               |             |           |
|              | Divers gauche                        | 4               |             |           |
|              | Parti socialiste                     | 2               |             |           |
| Total gauche | Total gauche                         | 6               |             |           |
|              | Divers droite                        | 2               |             |           |
|              | Les Républicains                     | 1               |             |           |
| Total droite | Total droite                         | 3               |             |           |
|              | Sans étiquette                       | 1               |             |           |
| Total        | Total                                | 16              | 16          | -         |

## Résultats dans les communes de plus de 3 000 habitants

### Aubin
- Maire sortante : Christine Teulier (DVG)
- 23 sièges à pourvoir au conseil municipal (population légale 2022 : 3 465 habitants)
- 6 sièges à pourvoir au conseil communautaire (CC Decazeville Communauté)

| Tête de liste | Tête de liste | Parti(s) | Nuance | Premier tour | Premier tour | Second tour | Second tour | Sièges | Sièges |
| Tête de liste | Tête de liste | Parti(s) | Nuance | Voix         | %            | Voix        | %           | CM     | CC     |
| ------------- | ------------- | -------- | ------ | ------------ | ------------ | ----------- | ----------- | ------ | ------ |

### Baraqueville
- Maire sortant : Jacques Barbezange (UDI)
- 23 sièges à pourvoir au conseil municipal (population légale 2022 : 3 168 habitants)
- 6 sièges à pourvoir au conseil communautaire (CC Pays Ségali)

| Tête de liste | Tête de liste | Parti(s) | Nuance | Premier tour | Premier tour | Second tour | Second tour | Sièges | Sièges |
| Tête de liste | Tête de liste | Parti(s) | Nuance | Voix         | %            | Voix        | %           | CM     | CC     |
| ------------- | ------------- | -------- | ------ | ------------ | ------------ | ----------- | ----------- | ------ | ------ |

### Bozouls
- Maire sortant : Jean-Luc Calmelly (DVD)
- 23 sièges à pourvoir au conseil municipal (population légale 2022 : 3 006 habitants)
- 6 sièges à pourvoir au conseil communautaire (CC Comtal Lot et Truyère)

| Tête de liste | Tête de liste | Parti(s) | Nuance | Premier tour | Premier tour | Second tour | Second tour | Sièges | Sièges |
| Tête de liste | Tête de liste | Parti(s) | Nuance | Voix         | %            | Voix        | %           | CM     | CC     |
| ------------- | ------------- | -------- | ------ | ------------ | ------------ | ----------- | ----------- | ------ | ------ |

### Capdenac-Gare
- Maire sortant : Stéphane Bérard (PS)
- 27 sièges à pourvoir au conseil municipal (population légale 2022 : 4 394 habitants)
- 9 sièges à pourvoir au conseil communautaire (CC Grand-Figeac)

| Tête de liste | Tête de liste | Parti(s) | Nuance | Premier tour | Premier tour | Second tour | Second tour | Sièges | Sièges |
| Tête de liste | Tête de liste | Parti(s) | Nuance | Voix         | %            | Voix        | %           | CM     | CC     |
| ------------- | ------------- | -------- | ------ | ------------ | ------------ | ----------- | ----------- | ------ | ------ |

### Decazeville
- Maire sortant : François Marty (DVC)
- 29 sièges à pourvoir au conseil municipal (population légale 2022 : 5 025 habitants)
- 9 sièges à pourvoir au conseil communautaire (CC Decazeville Communauté)

| Tête de liste            | Tête de liste   | Parti(s) | Nuance | Premier tour | Premier tour | Second tour | Second tour | Sièges | Sièges |
| Tête de liste            | Tête de liste   | Parti(s) | Nuance | Voix         | %            | Voix        | %           | CM     | CC     |
| ------------------------ | --------------- | -------- | ------ | ------------ | ------------ | ----------- | ----------- | ------ | ------ |
|                          | Frédéric Audran | SE       |        |              |              |             |             |        |        |
|                          |                 |          |        |              |              |             |             |        |        |
| Exprimés                 |                 |          |        |              |              |             |             |        |        |
| Votes blancs             |                 |          |        |              |              |             |             |        |        |
| Votes nuls               |                 |          |        |              |              |             |             |        |        |
| Total                    | Total           | Total    | Total  |              | 100          |             | 100         | 29     | 9      |
| Absentions               |                 |          |        |              |              |             |             |        |        |
| Inscrits / participation |                 |          |        |              |              |             |             |        |        |

### Druelle Balsac
- Maire sortant : Patrick Gayrard (SE)
- 27 sièges à pourvoir au conseil municipal (population légale 2022 : 3 179 habitants)
- 3 sièges à pourvoir au conseil communautaire (CA Rodez Agglomération)

| Tête de liste | Tête de liste | Parti(s) | Nuance | Premier tour | Premier tour | Second tour | Second tour | Sièges | Sièges |
| Tête de liste | Tête de liste | Parti(s) | Nuance | Voix         | %            | Voix        | %           | CM     | CC     |
| ------------- | ------------- | -------- | ------ | ------------ | ------------ | ----------- | ----------- | ------ | ------ |

### Espalion
- Maire sortant : Éric Picard (DVD)
- 27 sièges à pourvoir au conseil municipal (population légale 2022 : 4 607 habitants)
- 9 sièges à pourvoir au conseil communautaire (CC Comtal Lot et Truyère)

| Tête de liste | Tête de liste | Parti(s) | Nuance | Premier tour | Premier tour | Second tour | Second tour | Sièges | Sièges |
| Tête de liste | Tête de liste | Parti(s) | Nuance | Voix         | %            | Voix        | %           | CM     | CC     |
| ------------- | ------------- | -------- | ------ | ------------ | ------------ | ----------- | ----------- | ------ | ------ |

### Luc-la-Primaube
- Maire sortant : Jean-Philippe Sadoul (UDI)
- 29 sièges à pourvoir au conseil municipal (population légale 2022 : 6 054 habitants)
- 6 sièges à pourvoir au conseil communautaire (CA Rodez Agglomération)

| Tête de liste | Tête de liste | Parti(s) | Nuance | Premier tour | Premier tour | Second tour | Second tour | Sièges | Sièges |
| Tête de liste | Tête de liste | Parti(s) | Nuance | Voix         | %            | Voix        | %           | CM     | CC     |
| ------------- | ------------- | -------- | ------ | ------------ | ------------ | ----------- | ----------- | ------ | ------ |

### Millau
- Maire sortante : Emmanuelle Gazel (PS)
- 35 sièges à pourvoir au conseil municipal (population légale 2022 : 21 859 habitants)
- 22 sièges à pourvoir au conseil communautaire (CC de Millau Grands Causses)

| Tête de liste | Tête de liste | Parti(s) | Nuance | Premier tour | Premier tour | Second tour | Second tour | Sièges | Sièges |
| Tête de liste | Tête de liste | Parti(s) | Nuance | Voix         | %            | Voix        | %           | CM     | CC     |
| ------------- | ------------- | -------- | ------ | ------------ | ------------ | ----------- | ----------- | ------ | ------ |

### Olemps
- Maire sortante : Sylvie Lopez (DVG)
- 27 sièges à pourvoir au conseil municipal (population légale 2022 : 3 531 habitants)
- 3 sièges à pourvoir au conseil communautaire (CA Rodez Agglomération)

| Tête de liste | Tête de liste | Parti(s) | Nuance | Premier tour | Premier tour | Second tour | Second tour | Sièges | Sièges |
| Tête de liste | Tête de liste | Parti(s) | Nuance | Voix         | %            | Voix        | %           | CM     | CC     |
| ------------- | ------------- | -------- | ------ | ------------ | ------------ | ----------- | ----------- | ------ | ------ |

### Onet-le-Château
- Maire sortant : Jean-Philippe Keroslian (UDI)
- 33 sièges à pourvoir au conseil municipal (population légale 2022 : 12 062 habitants)
- 10 sièges à pourvoir au conseil communautaire (CA Rodez Agglomération)

| Tête de liste | Tête de liste | Parti(s) | Nuance | Premier tour | Premier tour | Second tour | Second tour | Sièges | Sièges |
| Tête de liste | Tête de liste | Parti(s) | Nuance | Voix         | %            | Voix        | %           | CM     | CC     |
| ------------- | ------------- | -------- | ------ | ------------ | ------------ | ----------- | ----------- | ------ | ------ |

### Rodez
- Maire sortant : Christian Teyssèdre (RE)
- 35 sièges à pourvoir au conseil municipal (population légale 2022 : 24 136 habitants)
- 21 sièges à pourvoir au conseil communautaire (CA Rodez Agglomération)

| Tête de liste | Tête de liste | Parti(s) | Nuance | Premier tour | Premier tour | Second tour | Second tour | Sièges | Sièges |
| Tête de liste | Tête de liste | Parti(s) | Nuance | Voix         | %            | Voix        | %           | CM     | CC     |
| ------------- | ------------- | -------- | ------ | ------------ | ------------ | ----------- | ----------- | ------ | ------ |

### Saint-Affrique
- Maire sortant : Sébastien David (LR)
- 29 sièges à pourvoir au conseil municipal (population légale 2022 : 7 924 habitants)
- 18 sièges à pourvoir au conseil communautaire (CC Saint-Affricain, Roquefort, Sept Vallons)

| Tête de liste | Tête de liste | Parti(s) | Nuance | Premier tour | Premier tour | Second tour | Second tour | Sièges | Sièges |
| Tête de liste | Tête de liste | Parti(s) | Nuance | Voix         | %            | Voix        | %           | CM     | CC     |
| ------------- | ------------- | -------- | ------ | ------------ | ------------ | ----------- | ----------- | ------ | ------ |

### Sébazac-Concourès
- Maire sortante : Florence Cayla (DVG)
- 23 sièges à pourvoir au conseil municipal (population légale 2022 : 3 266 habitants)
- 3 sièges à pourvoir au conseil communautaire (CA Rodez Agglomération)

| Tête de liste | Tête de liste | Parti(s) | Nuance | Premier tour | Premier tour | Second tour | Second tour | Sièges | Sièges |
| Tête de liste | Tête de liste | Parti(s) | Nuance | Voix         | %            | Voix        | %           | CM     | CC     |
| ------------- | ------------- | -------- | ------ | ------------ | ------------ | ----------- | ----------- | ------ | ------ |

### Sévérac d'Aveyron
- Maire sortant : Edmond Gros (DVG)
- 29 sièges à pourvoir au conseil municipal (population légale 2022 : 4 044 habitants)
- 11 sièges à pourvoir au conseil communautaire (CC Des Causses à l'Aubrac)

| Tête de liste | Tête de liste | Parti(s) | Nuance | Premier tour | Premier tour | Second tour | Second tour | Sièges | Sièges |
| Tête de liste | Tête de liste | Parti(s) | Nuance | Voix         | %            | Voix        | %           | CM     | CC     |
| ------------- | ------------- | -------- | ------ | ------------ | ------------ | ----------- | ----------- | ------ | ------ |

### Villefranche-de-Rouergue
- Maire sortant : Jean-Sébastien Orcibal (PRV)
- 33 sièges à pourvoir au conseil municipal (population légale 2022 : 11 502 habitants)
- 22 sièges à pourvoir au conseil communautaire (Ouest Aveyron Communauté)

| Tête de liste            | Tête de liste        | Parti(s) | Nuance | Premier tour | Premier tour | Second tour | Second tour | Sièges | Sièges |
| Tête de liste            | Tête de liste        | Parti(s) | Nuance | Voix         | %            | Voix        | %           | CM     | CC     |
| ------------------------ | -------------------- | -------- | ------ | ------------ | ------------ | ----------- | ----------- | ------ | ------ |
|                          | Hélène Cécile-Fleury | SE       |        |              |              |             |             |        |        |
|                          |                      |          |        |              |              |             |             |        |        |
| Exprimés                 |                      |          |        |              |              |             |             |        |        |
| Votes blancs             |                      |          |        |              |              |             |             |        |        |
| Votes nuls               |                      |          |        |              |              |             |             |        |        |
| Total                    | Total                | Total    | Total  |              | 100          |             | 100         | 33     | 22     |
| Absentions               |                      |          |        |              |              |             |             |        |        |
| Inscrits / participation |                      |          |        |              |              |             |             |        |        |